# Saint-Pierre-de-Buzet
Saint-Pierre-de-Buzet is een gemeente in het Franse departement Lot-et-Garonne (regio Nouvelle-Aquitaine) en telt 218 inwoners (1999). De plaats maakt deel uit van het arrondissement Nérac.

## Geografie
De oppervlakte van Saint-Pierre-de-Buzet bedraagt 8,6 km², de bevolkingsdichtheid is 25,3 inwoners per km².
De onderstaande kaart toont de ligging van Saint-Pierre-de-Buzet met de belangrijkste infrastructuur en aangrenzende gemeenten.

## Demografie
Onderstaande figuur toont het verloop van het inwonertal (bron: INSEE-tellingen).